# Venise, Doubs
Venise är en kommun i departementet Doubs i regionen Bourgogne-Franche-Comté i östra Frankrike. Kommunen ligger i kantonen Marchaux som tillhör arrondissementet Besançon. År 2022 hade Venise 518 invånare.

## Befolkningsutveckling
Antalet invånare i kommunen Venise
Referens:INSEE